# Quận Multnomah, Oregon
Quận Multnomah là một trong 36 quận của tiểu bang Oregon. Mặc dù nhỏ nhất về diện tích, nó là quận đông dân nhất tiểu bang vì quận lỵ của nó Portland là thành phố lớn nhất tiểu bang. Quận được đặt tên theo bộ tộc người bản thổ châu Mỹ đầu tiên được ghi chép trong nhật ký của Cuộc hành trình thám hiểm Lewis và Clark, đó là Bộ lạc Mulknomah sống trong một ngôi làng phía đông của Đảo Sauvie ngày nay. Dân số của quận vào năm 2000 là 660.486 người.

## Lịch sử

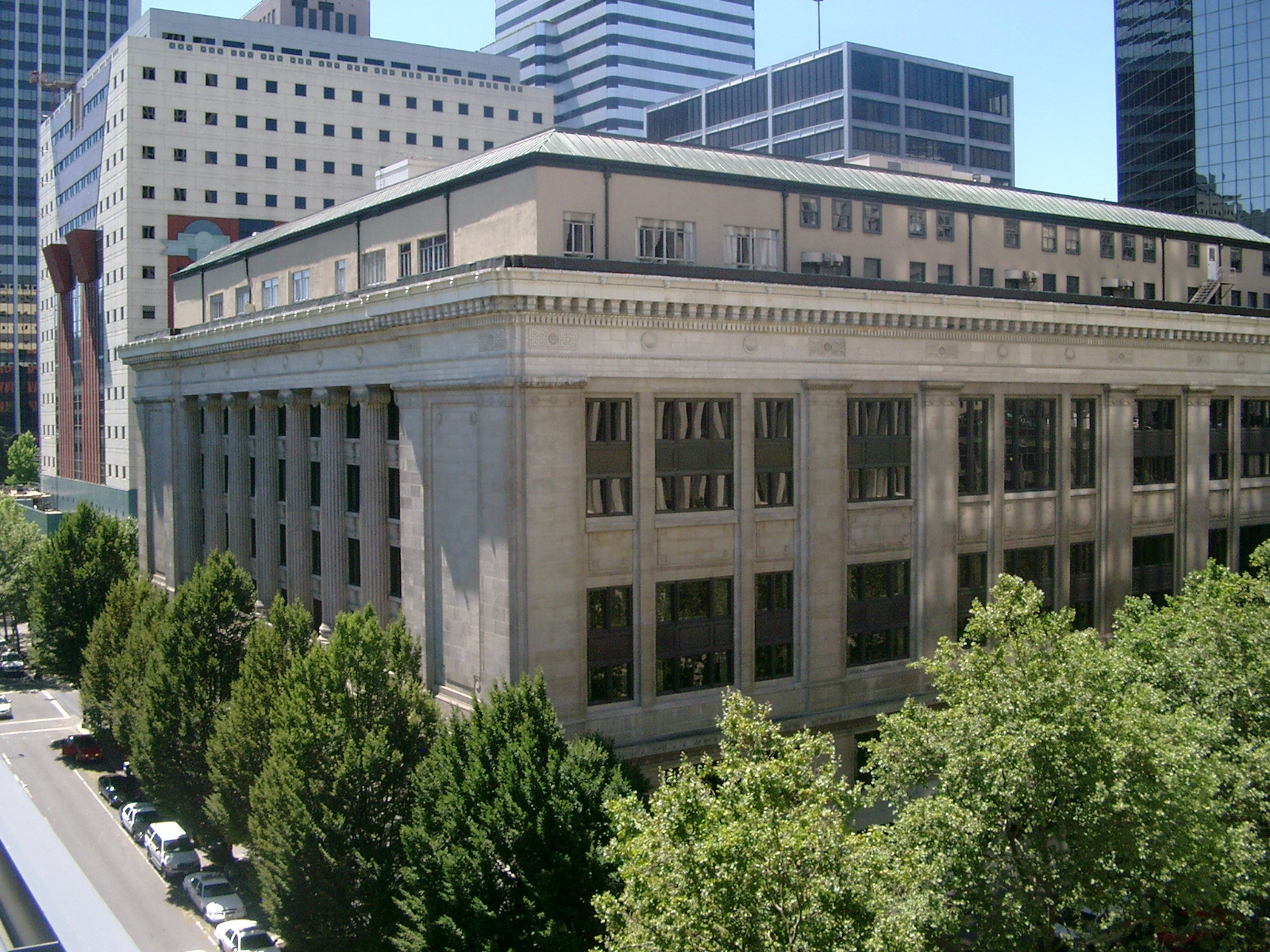
Tòa án Quận Multnomah ở Phố chính Portland.

Quận Multnomah (quận thứ 13 trong Lãnh thổ Oregon) được thành lập ngày 22 tháng 12 năm 1854 từ phần phía đông của Quận Washington và phần phía bắc của Quận Clackamas. Việc thành lập quận là kết quả của một cuộc thỉnh cầu trước đó trong năm bởi những thương nhân tại Portland phàn nàn về vị trí bất tiện của quận lỵ nằm ở Hillsboro và về phần tiền đóng thuế của thành phố Portland bị dùng để giúp những nông gia của Quận Washington. Các ủy viên quận họp lần đầu tiên ngày 17 tháng 1 năm 1855.
Có nhiều dịp trong thế kỷ 20, một lời đề nghị được đưa ra trong lá phiếu quận để nhập thành phố Portland vào chính quyền quận. Tuy nhiên không có lần đề nghị nào được chấp thuận.

## Luật và chính quyền
Các viên chức dân cử
- Hội đồng quận (một chủ tịch, bốn ủy viên; không đảng phái)
  - Chủ tịch: Ted Wheeler
  - Ủy viên, Khu 1: Maria Rojo de Steffey
  - Ủy viên, Khu 2: Jeff Cogen
  - Ủy viên, Khu 3: Lisa Naito
  - Ủy viên, Khu 4: Lonnie Roberts
- Công tố viên quận: Michael Schrunk
- Cảnh sát trưởng: Bernie Giusto
- Kiểm toán viên: LaVonne Griffin-Valade
- Tòa án Khu 4 Lưu trữ ngày 26 tháng 9 năm 2006 tại Wayback Machine

Các viên chức được bổ nhiệm
- Bầu cử: John Kauffman
- Tài chánh: Mindy Harris
- Thị sát: Robert Hovden

## Địa lý
Theo Cục điều tra dân số Hoa Kỳ, quận có tổng diện tích là 466 dặm vuông (1.206 km²) trong đó đất chiếm 435 dặm vuông (1.127 km²) và nước chiếm 79 km² (30 dặm vuông hay 6,53%).
Quận gồm có một số núi lửa đã ngưng hoạt động. Phần phía bên Oregon của Hẻm núi Columbia hình thành ranh giới phía đông ở phía bắc của quận.

### Các xa lộ chính
- Xa lộ Liên tiểu bang 5
- Xa lộ Liên tiểu bang 84 (tây)
- Xa lộ Liên tiểu bang 205 (Oregon)
- Xa lộ Liên tiểu bang 405 (Oregon)
- Quốc lộ Hoa Kỳ 26
- Quốc lộ Hoa Kỳ 30
- Quốc lộ Hoa Kỳ 99

### Các quận giáp ranh
- Quận Clark, Washington, ngang Sông Columbia - bắc
- Quận Skamania, Washington, ngang Sông Columbia - đông bắc
- Quận Hood River, Oregon - đông
- Quận Clackamas, Oregon - nam
- Quận Washington, Oregon - tây
- Quận Columbia, Oregon - tây bắc

## Các cộng đồng

### Các thành phố hợp nhất
- Fairview
- Gresham
- Lake Oswego (chỉ một phần nhỏ, phần lớn nằm trong Quận Clackamas)  Lưu trữ ngày 23 tháng 9 năm 2006 tại Wayback Machine
- Maywood Park
- Portland
- Troutdale
- Wood Village

### Các cộng đồng chưa hợp nhất
- Bonneville
- Corbett
- Dunthorpe
- Latourell